# Lucas Svensson
Adam Lucas Svensson, född 15 mars 1973 i Maglehem, Kristianstads län, är en svensk dramatiker och översättare. Han gick skrivarlinjen på Fridhems folkhögskola 1995-1996.
- Utbildad på Dramatiska institutet i Stockholm 1999-2002
- Dramaturg på Unga Klara, Stockholm 2002-2003
- Husdramatiker på Dramaten under Staffan Valdemar Holm, 2003-2010
- Dramaturg på Göteborgs Stadsteater 2010-15
- Dramaturg Stockholm stadsteater 2015-

Han är översatt till flera språk och har blivit spelad i Tyskland, USA, Danmark, Ryssland och Serbien.
Han är son till konstnären Sven-Åke Svensson och dramapedagogen Elsa Lakholm-Svensson.

## Priser och utmärkelser
- Henning Mankells Dramatikerpris 2003[2]
- Expressens Heffaklump 2005 (för sin uppsättning av Petter och Lotta och Stora landsvägen)
- Det svenska Ibsensällskapets Ibsenpris 2009